# وولفگانگ لایتنر
وولفگانگ لایتنر (انگلیسی: Wolfgang Leitner؛ زادهٔ ۱۹۵۳/۱۹۵۴ (۷۱–۷۲ سال)) سرمایه‌دار، مدیر ارشد اجرایی و کارآفرین اهل اتریش است، که هم‌اکنون بعنوان مدیرعامل شرکت اندریتز فعالیت می‌کند.